# Janina Jentys-Szaferowa
Janina Maria Jentys-Szaferowa (ur. 24 czerwca 1895 w Krakowie, zm. 16 stycznia 1983 tamże) – polska uczona, botaniczka, zajmująca się badaniem zmienności roślin. Profesor związana z Uniwersytetem Jagiellońskim oraz wieloletnia kierowniczka Zakładu Zmienności Roślin Instytutu Botaniki Polskiej Akademii Nauk, popularyzatorka nauki.

## Życiorys
Janina Jentys urodziła się 24 czerwca 1895 roku w Krakowie jako córka Anny Jentys, z domu Czermak, oraz Stefana Jentysa, profesora Uniwersytetu Jagiellońskiego, fizjologa roślin i chemika. Miała trzech braci: Stanisława, Władysława i Czesława Jentysów. W dniu 18 marca 1919 roku poślubiła Władysława Szafera, wówczas wykładowcę na Uniwersytecie Jagiellońskim, później profesora zwyczajnego i rektora UJ, twórcę Instytutu Botaniki PAN. Uroczystość ślubna odbyła się w kościele św. Szczepana w Krakowie, obecnie nieistniejącym. Mieli troje dzieci: Tadeusza (ur. 1920, profesor architektury), Annę (ur. 1921, polonistka, malarka i graficzka), oraz Stanisława (ur. 1923).
W latach 1907–1910 uczęszczała do Prywatnego Gimnazjum Żeńskiego im. Królowej Jadwigi, a następnie w latach 1910–1914 do klasycznego Prywatnego Gimnazjum Żeńskiego H. Strażyńskiej w Krakowie, gdzie w 1914 roku złożyła egzamin dojrzałości. Była uczennicą między innymi Romana Gutwińskiego i Franciszka Tondery. W związku z zawieszeniem działalności Uniwersytetu Jagiellońskiego po wybuchu I wojny światowej, nie podjęła studiów od razu po maturze. Studia na Wydziale Filozoficznym Uniwersytetu Jagiellońskiego rozpoczęła w 1915 roku, przerwała po roku akademickim 1918/1919 i podjęła ponownie w roku 1925/1926. Absolutorium uzyskała 30 kwietnia 1930 roku, zaś tytuł doktora filozofii w zakresie botaniki 28 marca 1931 roku. Oprócz Władysława Szafera do grona jej wykładowców należeli: Emil Godlewski, Edward Janczewski-Glinka, Marian Raciborski, Józef Rostafiński, Kazimierz Rouppert i Władysław Vorbrodt.
Od 1918 roku pracowała jako wolontariuszka w Instytucie Botanicznym Uniwersytetu Jagiellońskiego, a w latach 1936–1939 w Instytucie Badawczym Lasów Państwowych w Warszawie. Po zakończeniu II wojny światowej powróciła na Uniwersytet Jagielloński, początkowo jako asystent-wolontariusz, potem starszy asystent w Zakładzie Anatomii i Cytologii Roślin (1945–1948), a następnie starszy asystent w Zakładzie Farmakognozji (1948–1949). Przez kolejny rok była pracownikiem naukowym Polskiej Akademii Umiejętności, zaś w latach 1950–1953 kierownikiem grupy biometrycznej krakowskiej Pracowni Paleobotaniki Czwartorzędu Instytutu Geologicznego w Warszawie. W tym czasie w 1951 roku uzyskała stopień doktora habilitowanego (2 maja kolokwium, 4 czerwca wykład habilitacyjny, 6 grudnia zatwierdzenie przez Ministra Oświaty) oraz stopień docenta botaniki nadany przez Radę Wydziału Matematyczno-Przyrodniczego UJ. Następnie w 1953 roku rozpoczęła pracę w Zakładzie Botaniki PAN (później Instytucie), jako kierownik najpierw Pracowni Zmienności i Ewolucji Historycznej Roślin (1953–1954), następnie Pracowni Zmienności Roślin (1954–1956), a od 1956 roku Zakładu Zmienności Roślin, którym kierowała do końca swojej pracy w Instytucie. W dniu 30 czerwca 1954 roku uzyskała tytuł profesora nadzwyczajnego, a 13 grudnia 1962 profesora zwyczajnego.
Na emeryturę przeszła 1 stycznia 1966 roku. Znała biegle język francuski, niemiecki i angielski. W ciągu lat pracy naukowej i dydaktycznej jej uczniami byli m.in.: dr Maria Białobrzeska, dr hab. Adolf Korczyk, prof. dr hab. Jerzy Staszkiewicz, dr Janina Truchanowicz i dr Irena Więckowska.
Zmarła 16 stycznia 1983 roku w Krakowie. Została pochowana obok męża na cmentarzu Rakowickim.

## Działalność naukowa
Głównymi kierunkami jej prac badawczych były: biometria, paleobotanika i systematyka. Była autorką 83 prac, w tym 26 prac oryginalnych. Publikowała pod nazwiskiem Szaferowa, Jentys-Szaferowa lub Jentys-Szafer. Większość jej publikacji dotyczy drzew. W sowich rozprawach dotyczących zmienności i systematyki grabu i ostrii nie pomijała aspektów historycznych. Opracowała rodzinę Betulaceae do II tomu serii „Flory Polski”, redagowanej przez Władysława Szafera (1921). Pracowała nad metodami rozpoznawania pyłków drzew w stanie kopalnym. Tego tematu dotyczyła jej rozprawa doktorska „Budowa błon pyłków leszczyny, woskownicy i europejskich brzóz oraz rozpoznawanie ich w stanie kopalnym” (1929). Prowadziła badania nad brzozami, czego wynikiem była praca opublikowana w dwóch częściach jeszcze przed II wojną światową (1937, 1938). W pierwszej wskazała mniejszą zmienność liści brzozy Betula alba L. na pędach wegetatywnych niż owocujących, w drugiej na podstawie analizy okresów pylenia brzóz B. verrucosa Ehrh. oraz B. pubescens Ehrh. wykazała, że o ile pierwszy z gatunków nie jest zapylany pyłkiem innych gatunków, to drugi tak, również pyłkiem pierwszego i ich mieszańców, co jest przyczyną dużej zmienności B. pubescens Ehrh. Jej badania brzozy ojcowskiej zostały uwieńczone wyjaśnieniem jej pochodzenia i pozycji systematycznej (1967). Była prekursorką ochrony czynnej stanowisk tego gatunku.
Opracowała metodę graficzną porównywania kształtów roślinnych zwaną „metodą linii wielkości i kształtu”, lub od nazwiska „metodą Jentys-Szaferowej” (1959). Metoda ta polega na porównaniu poszczególnych prób statystycznych opisanych przez średnie arytmetyczne, do jednej podobnie opisanej próby, określanej jako jednostka porównawcza. Wyniki nanosi się na wykres, otrzymując krzywe kształtu poszczególnych prób statystycznych względem jednostki porównawczej. Metoda pozwala na jednoczesną analizę wielu prób statystycznych pod względem wielu cech, przez co znalazła zastosowanie w badaniach zmienności roślin na całym świecie, zastępując przez wiele lat złożone metody komputerowe. 
Odbyła szereg podróży naukowych, w tym do Norwegii i Szwecji (1925), Szwajcarii (1928, 1957, 1961), Wielkiej Brytanii (1930, 1931, 1956, 1964), Grecji (1958), Kanady i USA (1959), Austrii (1961), ówczesnej Czechosłowacji i Jugosławii (1962), NRD (1962), Danii (1963) oraz ZSRR.
Opisane przez nią taksony roślin oznaczane są w klasyfikacjach botanicznych jej nazwiskiem „Jentys-Szaferowa” lub skrótem Jent.-Szaf., np. Trapa x raciborskii Jent.-Szaf. ex Tacik Fl. Polska 10: 21 (1963) czy Betula szaferi Jent.-Szaf. ex Staszk. Acta Soc. Bot. Poloniae, 55(3): 364 (1986).
W okresie międzywojennym organizowała cykle imprez oświatowych służących popularyzacji botaniki, wygłaszała pogadanki w Polskim Radiu i publikowała artykuły popularnonaukowe. W 1947 roku opublikowała „Poznaj 100 roślin: klucz do oznaczania stu gatunków roślin kwiatowych dzikich i hodowlanych”, przeznaczony do użytku przez uczniów szkół podstawowych, który do roku 1992 miał 32 wydania. Wraz z mężem była autorką książki „Kwiaty w naturze i sztuce” (1939, wznowienia 1948 i 1958). Ilustrowała książki Władysława Szafera: „U progu Sahary: Wrażenia z wycieczki do Tunisu odbytej na wiosnę 1924-go roku” (1925) i „Yellowstone: kraj gorących źródeł i niedźwiedzi” (1929). 
Prowadziła dla studentów UJ ćwiczenia z systematyki roślin, ćwiczenia z anatomii roślin, wykłady monograficzne pt. „Zagadnienia z morfologii drzew” i „Metody badania zmienności w świecie roślinnym”. 
Od założenia w 1922 roku była członkinią Polskiego Towarzystwa Botanicznego, w 1972 roku została jego członkiem honorowym. Współpracowniczka Komisji Fizjograficznej Polskiej Akademii Umiejętności (1928–1945). Była członkinią Rady Naukowej Instytutu Botaniki PAN, Komisji Biologicznej Krakowskiego Oddziału PAN (od 1957), Komisji Ewolucjonizmu PAN (od 1958) oraz Rady Naukowej Zakładu Dendrologii i Arboretum Kórnickiego PAN (1958–1972).

## Odznaczenia
Została odznaczona Krzyżem Kawalerskim Orderu Odrodzenia Polski.

## Wybrane publikacje
- J. Jentys-Szaferowa: Betulaceae. W: W. Szafer (red): Flora Polska. Rośliny naczyniowe Polski i ziem ościennych. T. II. Dwuliścienne wolnopłatkowe: jednookwiatowe. Kraków: Polska Akademia Umiejętności, 1921, s. 3–17.
- J. Jentys-Szaferowa. Budowa błon pyłków leszczyny, woskownicy i europejskich brzóz oraz rozpoznawanie ich w stanie kopalnym. „Rozpr. Wydz. Mat-Przyr. PAU, Dział B: Nauki biologiczne”. 28 (5), 1929.brak numeru strony – rozprawa doktorska.
- J. Jentys-Szaferowa. Z badań biometrycznych nad zbiorowym gatunkiem Betula alba L. Cz. I. Wielopostaciowość liści brzóz. „Instytut Badawczy Lasów Państwowych, Rozprawy i Sprawozdania”. Ser. A. 26, s. 1-57, 1937.
- J. Jentys-Szaferowa. Z badań biometrycznych nad zbiorowym gatunkiem Betula alba L. Cz. II. O możliwości krzyżowania się gatunków Betula verrucosa Ehrh. i Betula pubescens Ehrh. „Instytut Badawczy Lasów Państwowych, Rozprawy i Sprawozdania”. Ser. A. 40, s. 1-84, 1938.
- J. Jentys-Szaferowa: Analiza zbiorowego gatunku Betula alba L. na podstawie pomiarów liści. Część I: Cel i metoda pracy na przykładzie Betula verrucosa Ehrh. Bull. Int. Acad. Polon. Sci. Lett., Cl. Sci. Math. Nat., Ser. B: Sci. Nat. (I) 1949(7–10): 175-214.
- J. Jentys-Szaferowa: Analiza zbiorowego gatunku Betula alba L. na podstawie pomiarów liści. Część II: Betula pubescens Ehrh., B. tortuosa Ledeb., B. carpatica Waldst. et Kit. Bull. Int. Acad. Polon. Sci Lett., Cl. Sci. Math. Nat., Ser. B: Sci. Nat. (I) 1950(1–3): 1-63.
- J. Jentys-Szaferowa, M. Białobrzeska. Owoce rodzajów Carpinus i Ostrya. Cz. I: Analiza cech i klucze do oznaczania. „Prace Instytutu Geologicznego”. 10, s. 5-36, 1953.
- J. Jentys-Szaferowa. Wielopostaciowość liści drzew i jej przyczyny. „Acta Societatis Botanicorum Poloniae”. 24, s. 207-236, 1955.
- J. Jentys-Szaferowa. Graficzna metoda porównywania kształtów roślinnych. „Nauka Polska”. 7 (3/27), s. 79-109, 1959.
- J. Jentys-Szaferowa. Anatomical investigations on fossil fruits of the genus Carpinus in Poland. „Acta Palaeobotanica”. 2 (1), s. 1-33, 1961.
- J. Jentys-Szaferowa. Badania systematyczno-doświadczalne nad Betula oycovensus Besser. „Roczn. Dendrologiczny”. 21, 1967.brak numeru strony
- J. Jentys-Szaferowa (red.). Zmienność liści i owoców drzew i krzewów w zespołach leśnych Białowieskiego Parku Narodowego. „Monographiae botanicae”. 32, s. 1-238, 1970.